# Verzinum
Verzinum là một chi thực vật có hoa trong họ Đậu.